# Kapelna
Kapelna je naselje u općini Viljevo u Osječko-baranjskoj županiji. 

## Stanovništvo
Prema popisu stanovništva iz 2011. godine Kapelna je imala 294 stanovnika.
| broj stanovnika | 821   | 810   | 754   | 1147  | 1028  | 1118  | 1005  | 1074  | 867   | 901   | 818   | 656   | 487   | 388   | 342   | 294   | 223   |
|                 | 1857. | 1869. | 1880. | 1890. | 1900. | 1910. | 1921. | 1931. | 1948. | 1953. | 1961. | 1971. | 1981. | 1991. | 2001. | 2011. | 2021. |

## Sport
- NK Kapelna natječe se u sklopu 3. ŽNL Liga NS D. Miholjac.

## Ostalo
- Udruga "Borislav" Kapelna - očuvanje kulturnih spomenika i zaštite okoliša sela Kapelna.

## Vanjske poveznice
- http://www.viljevo.hr/